# Domosclerus bryani
Domosclerus bryani is een mosdiertjessoort uit de familie van de Bifaxariidae. De wetenschappelijke naam van de soort is voor het eerst geldig gepubliceerd in 1972 door Cheetham.